# سینما شهر تماشا (کرمان)
سینما شهر تماشا یک سینما در شهر کرمان، ایران است.
این سینما که متعلق به بنیاد شهید و امور ایثارگران کرمان می‌باشد دارای دو سالن به ظرفیت ۳۶۵ نفر و ۸۰ نفر است.